# Škofja Loka
Škofja Loka város Szlovéniában. A Škofja Loka járás gazdasági, kulturális, oktatási és adminisztratív központja Felső-Krajna (a történelmi Krajna része) – Gorenjska régióban. Műemlékvárosként is említik. Lakossága megközelítőleg 12 000 fő.

## Földrajza
Škofja Loka mintegy 354 méter tengerszint feletti magasságban fekszik, a Poljane Sora és a Selca Sora folyók találkozásánál, a Sora síkság és a Škofja Loka és Polhov Gradec hegyek találkozásánál. A városközponttól nyugatra magasodik a Kamnitnik (414 m) és a Krancelj (475 m) hegy.

## Elnevezése
Škofja Loka időszámításunk szerint 973-ban Lonca néven került említésre, majd Lonka in 1160-ban, Lok 1192–97 között, Scofolotti 1293-ban, és Scofioloco 1295-ben. A név jelentése "Püspök mezeje", a freisingi püspökök birtokaira utalva.

## Történelme
Történelme a 10. századig nyúlik vissza. 973-ban II. Ottó német-római császár| adományozta a területet a freisingi püspökségnek, és a következő 1000 évben (1805-ig) ez a birtokviszony megmaradt település és a távoli egyházmegye között.
Védelmi okokból a város fölé várat és tornyot építettek, majd a püspök helytartója székhelyévé vált, a 11-12. század körül. III. Ottó német-római császár a püspököknek itt pénzverési és adószedési jogot adományozott és Škofja Loka volt az első település, amely 1248-ban előbb vásár tartási jogot, később 1274-ben városi rangot kapott. 
A várost a 14. században városfallal vették körül. 1457-ben Jan Vitovec (Vitovec János horvát bán) betört a városba és felégette. 1476-ban a török seregek támadták meg. Ebben az időben nem csak a külső támadóktól szenvedett a város, hanem a pestis is pusztított és rendszeresen tűzesetek is károsították az épületeket. Több alkalommal tört ki parasztfelkelés a településen: 1488-ban, 1492-ben és 1515-ben. Ennek a korszaknak a megtetőzéseképp az 1511-es földrengés szinte porig rombolta a várost. Az akkori freisingi püspök, Fülöp utasítására gyors ütemben újjáépítették. 1526-ban a várost is elérték a lutheri reformáció új tanai. Törvényeket hoztak az új irányzat, a lutheranizmus ellen, ellenreformációs zsinat került összehívásra a várban 1601-ben. A zsinaton a protestáns könyvek elégetéséről döntöttek.
A város nagy része ismét leégett 1660-ban, majd 1698-ban. A védőfalak szintén megsérültek, helyenként ledőltek, ezért nagy részét lebontották a város kapukkal együtt 1789-ben. 1806. augusztus 6-án II. Ferenc lemondani kényszerült a német-római császári címről. Ezzel hivatalosan megszűnt a Német-római Birodalom, és helyén különböző utódállamok jöttek létre. A folyamat már a francia monarchia összeomlásával kezdődött, így a Freisingi Püspökséget, vele együtt 1803-ban Škofja Lokát is elérte. A terület az Osztrák Császárság része lett.
Škofja Loka volt az első város, ahová a régióban először vezették be az elektromos világítást, még az 1895-ös földrengést megelőzően. A II. világháborúban a város 1941. április 13-án az itáliai csapatok megszállása alá került, majd április 17-én a német csapatok szállták meg a települést. 1941. május 6-án tartóztatta le a Gestapo az első lakosokat és a következő hetekben 26 családot deportáltak Szerbiába. A háború alatt végig igen aktívak voltak a helyi partizán erők. 1944. február 9-én egyetlen német katona megöléséért 50 embert végeztek ki megtorlásként. A partizánok 1945. május 9-én lepték el a várost. A háborút követően a vár börtönként szolgált, háborús bűnösöket és politikai bebörtönzötteket őriztek itt. Škofja Lokában a vár körül, a parkban 7, a közeli Vincarje-ben további 2 tömegsírt (szlovénül: Grobišče na vrtu loškega gradu) találtak.

## Kultúrája
A városban rendezik a híres Škofja Loka passió játékokat, amely a legrégebbi Szlovéniában. Ezt a középkori misztériumjátékot 1751 óta minden évben nagypénteken, a Húsvétot megelőző pénteken rendezik. A szövegkönyvét 1715 körül Romuald (Lovrenc Marusič) kapucinus szerzetes írta, tradicionális történet alapján. Jézus szenvedéseit jeleníti meg. 1999-ben amatőr színészek új köntösbe foglalták a történetet.
1967 óta Ivan Grohar emlékére vizuális művésztalálkozót tartanak évről évre a városban. 1991 előtt a művésztelep Smederevska Palanka faluval együtt működött, mindkét helyen tartottak találkozót. Így Jugoszlávia összeomlása után testvérvárosok lettek.

## Nevezetességei
Škofja Loka az egyik legrégebbi és leggondosabban megőrzött települése Szlovéniának, festői középkori városka, mely az egyik legnépszerűbb úti célja az országnak.
Várát (püspöki palota) a 13. században emelték, az 1511-es földrengésben egy része  elpusztult. A tetőszerkezetet, a központi tornyot, a délkeleti tornyot a kápolnával együtt 1527-ben építették újjá. 1890-ben orsolya rendi szerzetesek birtokába került az épület, akik egyes részeit lerombolták, teljesen átalakították. 1959 óta helyi múzeumként működik. Gazdag régészeti, helytörténeti és művészeti tárlatot tekinthetnek meg benne az ide látogatók. Parkjában skanzen működik. Škofja lokai kapucinus kolostor a Kapucinus téren (szlovénül: Kapucinski trg) áll az óvárosban, 1707 és 1713 között építették. Könyvtárában körülbelül 30 000 könyv található, ebből 5200 középkori írás. Itt található többek között Jurij Dalmatin 1584-ben elsőként szlovén nyelvre fordított bibliája; az első többnyelvű szótár, a Dictionarium quatuor linguarum, néhány 16. századi példánya Platón és Arisztotelész műveinek, Aiszóposz meséinek és Johann Zahn matematikus és természettudós „Specula physico-mathematico-historica” címen a 17. században kiadott munkája is. A magtár a város egyik legértékesebb építészeti öröksége, mely már az 1511-es földrengés előtt is állt. A parasztságtól adóként beszedett terményt tárolták itt. Az épület eredetileg a városfal része volt, ma France Mihelic festőművész kiállítása tekinthető meg benne, de étterem, pizzázó, borászat is várja itt a látogatókat.
Az egykori északi városkapunál áll a Homan Ház, amely az 1511-es földrengésben megsérült és amelyet ezt követően ugyancsak felújítottak (az 1529-es évszámot vésték az erkélye alá). Polgári kastély, mely ma étteremként és kávézóként funkcionál. Az épületen megtekinthető a város címere, freskói Szent Kristófot ábrázolják. A fő tér, Mestni trg a város központja. Itt rendszeresen tartanak piacokat, vásárokat, rendezvényeket.  Legtöbb épülete késő gótikus stílusban épült, többnyire az 1511-es földrengés után emelték őket. Az itt álló Szentháromság-oszlopot Szűz Máriának ajánlották hálával, az 1751-es pestisjárvány elmúltával. A város egyik kiemelkedő látványossága, Közép-Európa legrégebbi kőhídja, a Selška Sora folyón átívelő 600 éves Kapucinus híd is itt áll. A félkör alakú faragott kövekből készült hidat Leopold püspök építtette a 14. század közepén és a sors kegyetlen játéka, hogy mikor átlovagolt a korlát nélküli hídon, lova megriadt, a mélybe esett és a püspök itt lelte halálát. A 19. századi átépítés során vaskorlátot kapott. Közepén Nepomuki Szent János szobra áll, melyet Skofja Loka címerével láttak el.

## Testvérvárosai
- Tábor, Csehország
- Smederevska Palanka, Szerbia
- Maasmechelen, Belgium
- Bucsa, Ukrajna

2011-ben Škofja Loka csatlakozott a Douzelage testvérvárosi kezdeményezéshez, az Európai Kisvárosok Szövetségéhez, amely 27 várost köt össze az Európai Unióban. Ez a kezdeményezés 1991-ben indult. A részt vevő városok közösen rendeznek különböző kulturális eseményeket, fesztiválokat, ipari vásárokat, és együttműködik a fiatalok csereprogramokban való aktív részvételével.
 Brienz, Svájc
 Altea, Spanyolország - 1991
 Bad Kötzting, Németország - 1991
 Bellagio, Olaszország - 1991
 Bundoran, Írország - 1991
 Granville, Franciaország - 1991
 Holstebro, Dánia - 1991
 Houffalize, Belgium - 1991
 Meerssen, Hollandia - 1991
 Niederanven, Luxembourg - 1991
 Preveza, Görögország - 1991
 Sesimbra, Portugália - 1991
 Sherborne, Nagy-Britannia - 1991
 Karkkila, Finnország - 1997
 Oxelösund, Svédország - 1998
 Judenburg, Ausztria - 1999
 Chojna, Lengyelország - 2004
 Kőszeg, Magyarország - 2004
 Sigulda, Lettország - 2004
 Sušice, Cseh Köztársaság - 2004
 Türi, Észtország - 2004
 Zvolen, Szlovákia - 2007
 Prienai, Litvánia - 2008
 Marsaskala, Málta - 2009
 Siret, Románia - 2010
 Tryavna, Bulgária - 2011
 Agrosz, Ciprus - 2011

## Híres emberek
- Itt született 1993. január 7-én Jan Oblak szlovén válogatott labdarúgó, Zamora-díjjal és számos más jelentős elismeréssel többszörösen kitüntetett kapus.

## Fordítás
- Ez a szócikk részben vagy egészben  a(z)   Škofja_Loka című angol Wikipédia-szócikk fordításán alapul.  Az eredeti cikk szerkesztőit annak laptörténete sorolja fel. Ez a jelzés csupán a megfogalmazás eredetét és a szerzői jogokat jelzi, nem szolgál a cikkben szereplő információk forrásmegjelöléseként.